# چرخاب اقیانوس هند

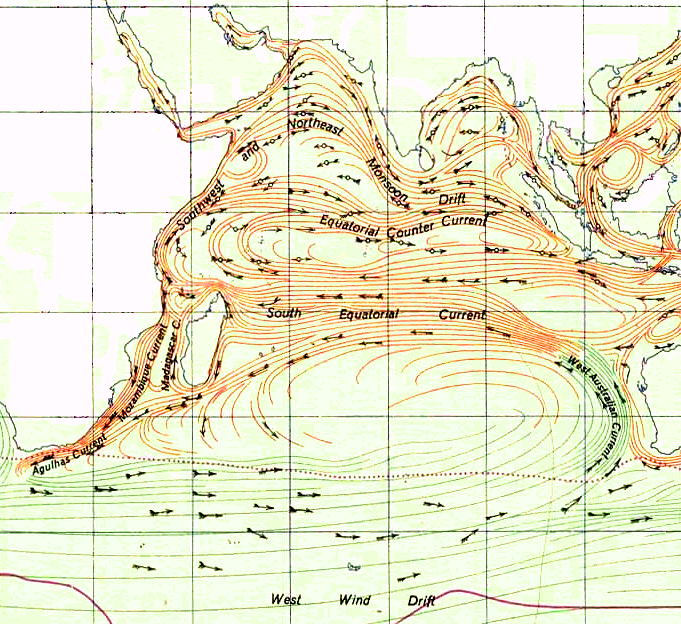
چرخاب اقیانوس هند.

چرخاب اقیانوس هند (به انگلیسی: Indian Ocean Gyre) ، در اقیانوس هند قرار گرفته و یکی از پنج چرخاب اقیانوسی اصلی می‌باشد.